# أوتوزو يامادا
أوتوزو يامادا (باليابانية: 山田 乙三) ، من مواليد 6 نوفمبر 1881 ، وتوفي بتاريخ 18 يوليو 1965 ، وهو عسكري ياباني من رتبة فريق ، شارك أثناء الحرب العالمية الثانية في منشوريا.

## مصدر
1. ↑  Frank, Richard B. (2001). Downfall: The End of the Imperial Japanese Empire. Penguin (Non-Classics). ISBN 0-14-100146-1.

## وصلات خارجية
- صفحة أوتوزو يامادا على موقع جنرالز الدنماركية
- يامادا في موقع أكسيس هيستروي